# Quim Berto
Joaquim Alberto Ferreira Machado, meglio noto come Quim Berto (Guimarães, 9 ottobre 1971), è un allenatore di calcio ed ex calciatore portoghese, di ruolo difensore.

## Palmarès

### Giocatore

#### Competizioni nazionali
- Campionato portoghese: 1

Sporting Lisbona: 1999-2000
- Supercoppa di Portogallo: 1

Sporting Lisbona: 2000